# Магар, Владимир Герасимович
Влади́мир Гера́симович Мага́р (укр. Володимир Герасимович Магар; 1900—1965) — украинский советский актёр, театральный режиссёр, педагог. Народный артист Украинской ССР (1943), Народный артист СССР (1960). С 1936 года — художественный руководитель Киевского областного передвижного театра имени Н. Щорса (с 1944 года — Запорожский областной украинский музыкально-драматический театр имени Н. Щорса, с 2004 года — имени Магара). В историю украинского театрального искусства Магар вошёл как режиссёр-монументалист героико-патриотического и романтического жанра, а также украинского классического музыкального репертуара. Исполнитель ряда драматических и комедийных ролей.

## Биография
Владимир Магар родился 22 июня (5 июля) 1900 года в селе Кальниболота (ныне в Кировоградской области Украины).
В 1910—1914 годах был батраком. Участвовал в Гражданской войне: с 1917 года — в составе красноармейского и партизанского отрядов, в 1919 был призван на действительную военную службу в Красный флот. Служил на миноносце «Орфей».
После демобилизации в 1923 году вернулся в родное село, где возглавил волостную комсомольскую организацию и создал самодеятельный драматический кружок. В этот же период посещал спецсеминары и курсы для руководителей драмкружков. На базе Калниболотского кружка создал в 1927 г. передвижной рабоче-крестьянский театр в Первомайске (Одесская губерния) которым и руководил. В это время выступал под псевдонимом Райский.
С 1929 года работал в Киевском театре малых форм (ТЕМАФ) (с 1930 — 2-й Рабочий передвижной, с 1931 — областной передвижной театре им. КОСПС). В 1932 году вместе с театром переведён в Житомир, где театр работал как Житомирский драматический театр (с 1937 — имени Н. Щорса). С 1936 года — художественный руководитель (главный режиссёр) театра. В 1944 году вместе с театром переведён в Запорожье, где театр получил новое название — Запорожский областной украинский музыкально-драматический театр им. Н. Щорса (с 2004 — имени В. Магара).
В 1930—1934 году учился в Киевском высшем музыкально-драматическом институте им. Н. Лысенко (преп. И. Чабаненко, С. Ткаченко).

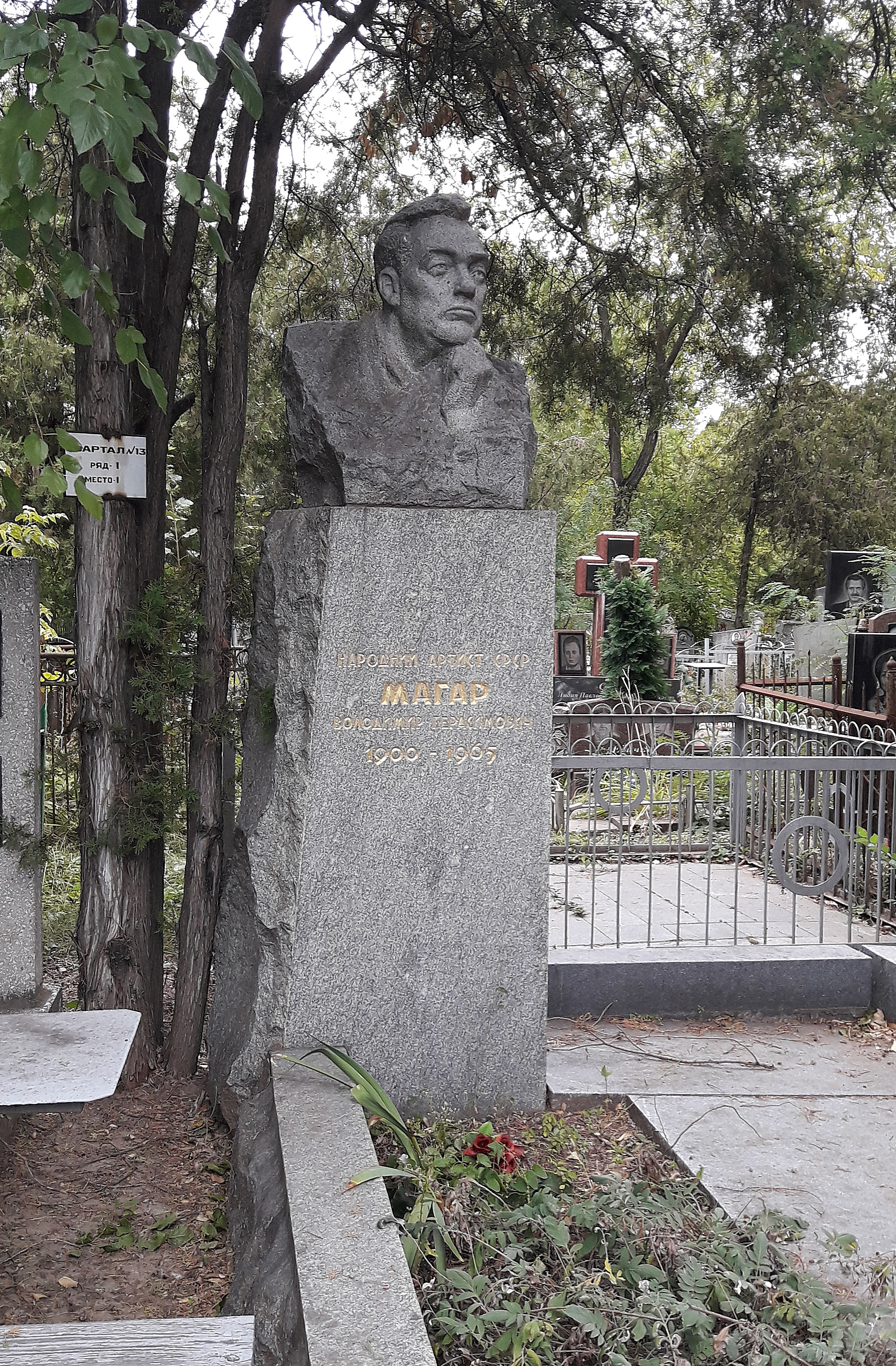
Памятник на могиле Магара

Во время войны вместе с театром находился в эвакуации. Две бригады актёров театра давали спектакли на Кавказе, за Каспием, выступали перед бойцами 3-го и 4-го Украинских фронтов.
С июня 1945 года по апрель 1947 труппа театра работала в Ужгороде, способствуя созданию Закарпатского областного украинского музыкально-драматического театра.
Осуществил в театре более 70 постановок, сыграл более 250 ролей.
Возглавлял студию при Театре имени Н. А. Щорса.
Член ВКП(б) с 1926 года.
Умер 11 августа 1965 года в Запорожье. Похоронен на центральной аллее Первомайского (Южного) кладбища. В 1967 году на могиле установлен памятник (скульптор М. Худас).

### Семья
- Жена — Светлана Фёдоровна Рунцова (1924—2003), актриса. Народная артистка Украины (1999)[9][10].
- Сын — Владимир Владимирович Магар (род. 1951), театральный режиссёр и художественный руководитель Севастопольского русского драматического театра им. А. Луначарского. Заслуженный деятель искусств АР Крым (1997). Заслуженный деятель искусств Украины (2004)[11]. Заслуженный деятель искусств Российской Федерации (2003)[12][13].
- Дочь — Татьяна Владимировна Магар[укр.] (1946—2008), теле-, кинорежиссёр. Заслуженный деятель искусств Украины[14].

## Награды и звания
- Заслуженный артист Украинской ССР (1937)[15]
- Народный артист Украинской ССР (1943)
- Народный артист СССР (1960)
- Орден Трудового Красного Знамени
- Орден «Знак Почёта»[16]
- Медали.

## Творчество

### Постановки
Поставил более 80 спектаклей (из них более семидесяти на запорожской сцене).
Среди них:
- 1937 — «Устим Кармелюк» В. А. Суходольского
- 1937, 1953 — «Гибель эскадры» А. Е. Корнейчука
- 1939 — «Назар Стодоля» Т. Г. Шевченко. Постановка отмечена выразительным национальным колоритом и психологической индивидуализацией персонажей.[3]
- 1939, 1954 — «Богдан Хмельницкий» А. Е. Корнейчука
- 1938, 1960 — «Щорс» Ю. П. Дольд-Михайлика
- 1942, 1962 — «Майская ночь» по Н. В. Гоголю
- 1947 — «Семья» И. Попова
- 1954 — «Мария» А. С. Левады
- 1955 — «В поисках радости» В. С. Розова
- 1956 — «Оптимистическая трагедия» Вс. В. Вишневского
- 1959 — «Над голубым Дунаем» И. Рачады
- 1959 — «Любовь сильных» П. П. Ребра и В. Захарова
- 1962 — «Там, где шумел ковыль» А. И. Шияна
- 1964 — «Думы мои…» Ю. Г. Костюка. Режиссёрским достижением Магара в этой постановке стало трактование темы «поэт и народ» как духовного единства Шевченко и украинского народа[3].
- «Порт-Артур» А. Н. Степанова и И. Ф. Попова
- «Кремлёвские куранты» Н. Ф. Погодина
- «Егор Булычов и другие» М. Горького
- «Дай сердцу волю, заведёт в неволю» М. Л. Кропивницкого
- «Коварство и любовь» Ф. Шиллера
- «Без вины виноватые» А. Н. Островского
- «Платон Кречет» А. Е. Корнейчука
- «Макар Дубрава» А. Е. Корнейчука
- «Крылья» А. Е. Корнейчука
- «Калиновая роща» А. Е. Корнейчука
- «Правда» А. Е. Корнейчука
- «Над Днепром» А. Е. Корнейчука
- «Страница дневника» А. Е. Корнейчука
- «И один в поле воин» по Ю. П. Дольд-Михайлику
- «Девушка из Минусинска» И. Рачады
- «Люди в шинелях» И. Рачады
- «Остановитесь» И. Рачады
- «Маруся Богуславка» М. П. Старицкого
- «Сорочинская ярмарка» М. П. Старицкого
- «Цыганка Аза» М. П. Старицкого
- «Наталка Полтавка» И. П. Котляревского
- «Запорожец за Дунаем» С. С. Гулака-Артемовског
- «Пока солнце взойдёт — роса очи выест» М. Л. Кропивницкого
- «Украденное счастье» И. Я. Франко
- «Вий» по Н. В. Гоголю
- «Бесталанная» И. К. Карпенко-Карого
- «Шторм»
- «Тайфун»
- «Иркутская история» А. Н. Арбузова

### Роли
Сыграл около 250 ролей.
Среди них:

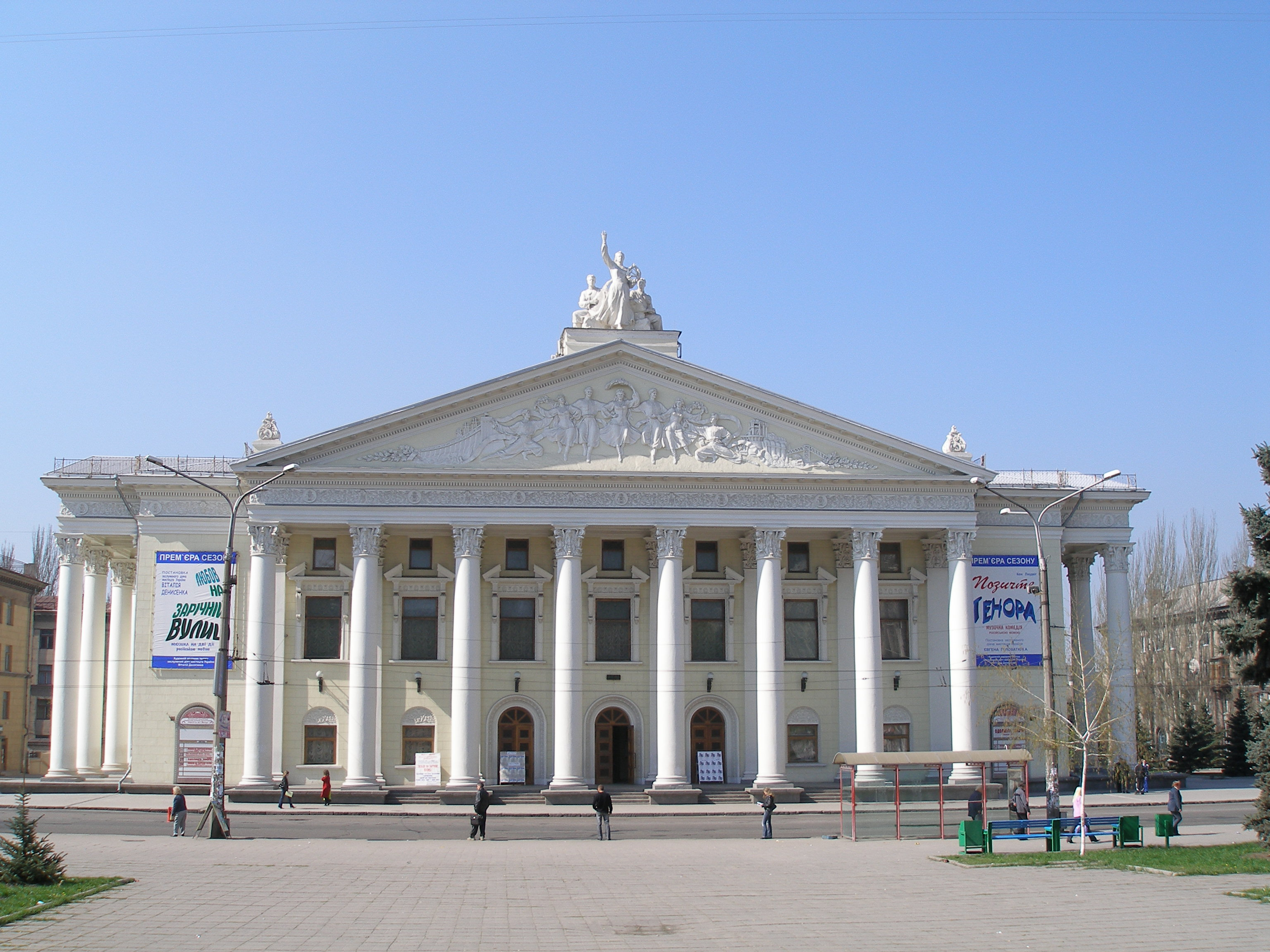
Запорожский драматический театр, который в 2004 был назван именем Магара

- «Щорс» Ю. П. Дольд-Михайлика — отец Боженко
- «Богдан Хмельницкий» А. Е. Корнейчука — Гаврило
- «Кремлёвские куранты» Н. Ф. Погодина — Рыбаков
- «Гибель эскадры» А. Е. Корнейчука — Гайдай
- «В степях Украины» А. Е. Корнейчука — Галушка
- «Дай сердцу волю, заведёт в неволю» М. Л. Кропивницкого — Иван
- «За тех, кто в море!» Б. А. Лавренёва — Харитонов
- «Без вины виноватые» А. Н. Островского — Шмага
- «Егор Булычов и другие» М. Горького — Егор Булычов
- «Майская ночь» по Н. В. Гоголю — Писарь
- «Наталка Полтавка» И. П. Котляревского — Микола
- «Платон Кречет» А. Е. Корнейчука — Бублик
- «Калиновая роща» А. Е. Корнейчука — Романюк
- «Шельменко-денщик» Г. Ф. Квитки-Основьяненко — Шельменко
- «Не называя фамилий» В. Минка — Карп Карпович
- «Пока солнце взойдёт — роса очи выест» М. Л. Кропивницкого — Гордей Поваренко
- «Профессор Буйко» Я. В. Баша — профессор Буйко
- «Страницы дневника» А. Е. Корнейчука — Илларион Гроза (последняя роль)

### Автор книги
- Магар, В. Г. З любов'ю до людини. — Запоріжжя: Книжково-газетне видавництво, 1961. — 64 с.

## Память
- Имя режиссёра носит Запорожский академический областной украинский музыкально-драматический театр, которым он руководил[18].
- В 1966 году именем В. Магара была названа улица в Космическом микрорайоне Запорожья[19][20][21][22]
- В 1997 году была открыта памятная доска[23][24].
- Учреждён Благотворительный фонд им. В. Г. Магара.
- В 2012 году администрацией Запорожского театра им. В. Магара при поддержке первичной организацией Национального союза театральных деятелей Украины, Благотворительного фонда им. В. Г. Магара и Международного театрального центра «Данаприс» была учреждена Театральная премия имени В. Магара[25].